# アレクサンダル・ペシッチ
アレクサンダル・ペシッチ（セルビア語: Александар Пешић, Aleksandar Pešić、1992年5月21日 - ）は、セルビアとドイツのサッカー選手。ポジションはフォワード。
Kリーグ時代の登録名はペシッチ（ハングル: 페시치）。

## クラブ歴
2008年5月24日、当時16歳と3日でFKラドニチュキ・ニシュのトップチームで初出場。この時の試合はFK ČSKチェラレヴォをホームで迎えた一戦で彼は後半に途中投入されての出場で、試合はスコアレスドローに終わったものの、この出場によってデヤン・ペトコヴィッチが持っていたクラブ史上最年少出場記録（16歳15日）を更新した。一方でクラブはFKインジヤとのプレーオフに負けてセルビア・プルヴァ・リーガからの降格が決定した。
2008年7月にギリシャ・スーパーリーグのOFIクレタに3年契約で加入。しかしまだ16歳の彼は出場機会が1試合しかなく、クラブも降格が決定。降格後もクラブに残ったものの出場機会はあまり多くはなかった。2011年初めにモルドバのFCシェリフ・ティラスポリに移籍。2011-12、2012-13シーズンのリーグ制覇に貢献し、2013年8月15日に両者合意の下で契約を解除した。
同月30日にセルビアに戻りFKヤゴディナに加入。9月14日に行われたFKスパルタク・スボティツァ戦でセルビア・スーペルリーガ初出場をするとこの試合で初得点も決めた。12月4日に行われたセルビア・カップ準決勝、FKドニ・スレム戦ではハットトリックを決めた。2013-14シーズンはリーグで13得点しクラブ内得点王になった他、リーグのベストイレブンにも選出された.。
2014年6月26日にリーグ・アンのトゥールーズFCに5年契約で移籍。2014-15シーズンは6得点を記録したが、2015-16シーズンは2得点に止まり、2016年9月1日にセリエA・アタランタBCに1年のレンタル移籍となった。
2017年7月4日に3年契約でレッドスター・ベオグラードに移籍。リーグ戦35試合で25得点を記録し、2017-18シーズンのセルビア・スーペルリーガ得点王に輝いた。
2018年7月11日、アル・イテハドに移籍した。
2019年2月8日、FCソウルにレンタル移籍した。

## 代表歴
U-19代表としてUEFA U-19欧州選手権2011に参加したが、準決勝でチェコに敗れた。U-21代表ではUEFA U-21欧州選手権2015に参加したがグループステージ最下位の結果であった。
2016年11月15日に行われたウクライナとの親善試合でハーフタイムから出場しセルビアA代表デビューとなった。

## タイトル

### クラブ
シェリフ・ティラスポリ
- ディヴィジア・ナツィオナラ: 2011-12, 2012-13
- スーペルクパ・モルドヴェイ: 2013

レッドスター・ベオグラード
- スーペルリーガ: 2017-18

### 個人
- セルビア・スーペルリーガベストイレブン: 2013-14, 2017-18
- セルビア・スーペルリーガ得点王: 2017-2018